# Regia Udienza
La Regia Udienza era un'antica istituzione giuridica corrispondente all'attuale Corte d'appello, con competenze giurisdizionali di seconda istanza, del Regno di Napoli.

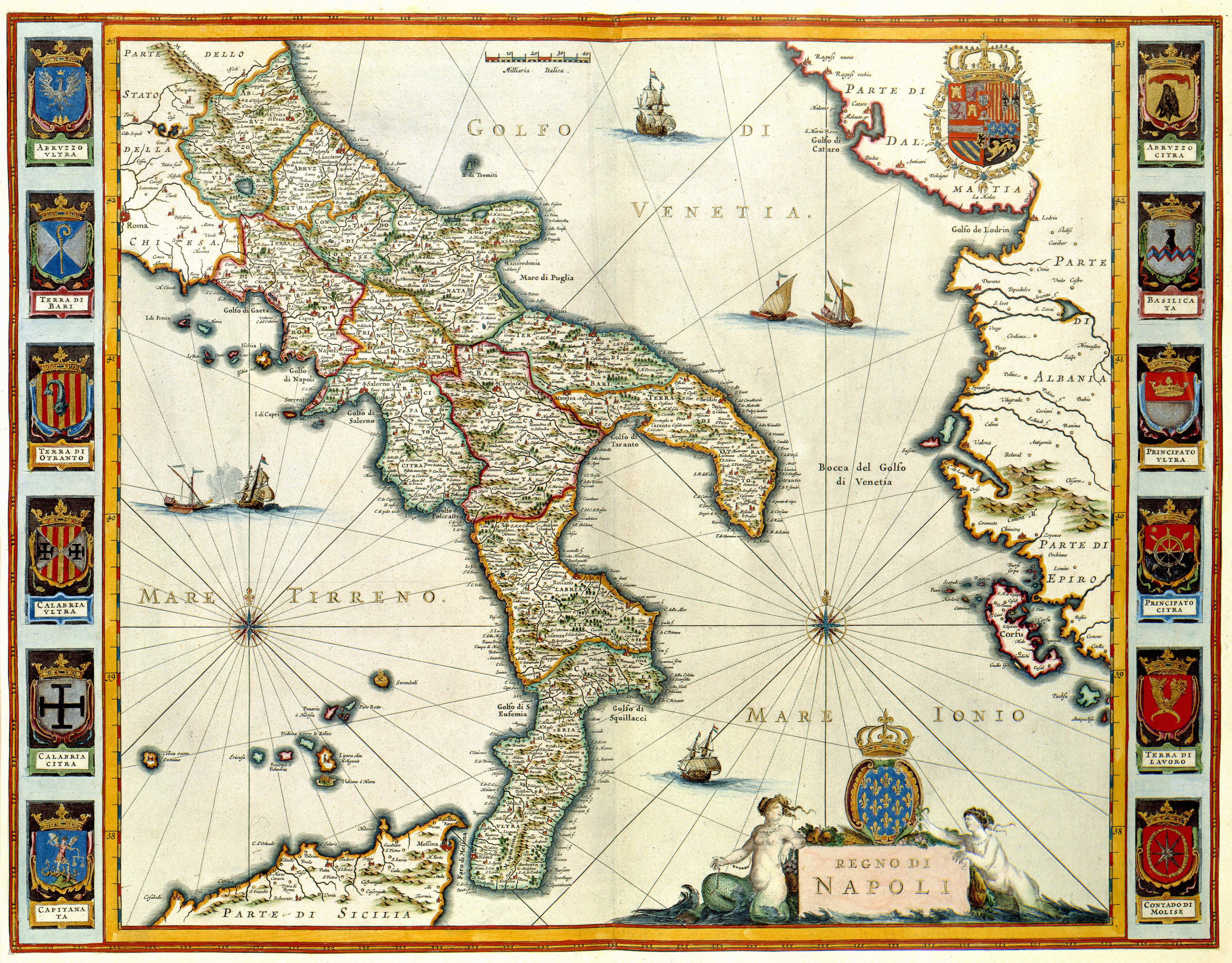
Carta del Regno di Napoli pubblicata nel 1640 dai fratelli Joan Blaeu (1598-1673) e Cornelius Blaeu (1610-1642). La mappa riporta ai margini gli stemmi delle Province. Il regno di Napoli era all'epoca parte del territorio spagnolo dell'Impero asburgico e nell'angolo in alto a destra si distingue lo stemma spagnolo. Come fonte per questa mappa Blaeu utilizzò un atlante del cartografo italiano Giovanni Antonio Magini (1555-1617).

## Struttura
Don Pedro Alvarez de Toledo, durante il lungo governo vicereale (1532-1553), conferì carattere di priorità alle riforme dell’amministrazione della giustizia nel Regno di Napoli, al fine di ricondurre la normalità nel paese, travagliato da innumerevoli episodi di criminalità e di malcostume nell’ambito dei rapporti sociali e amministrativi. 
Il ristabilimento della giustizia fu esteso anche alle Province: si specificarono nella Cronologia prefissa al primo tomo delle Prammatiche i provvedimenti riservati alla competenza dei Tribunali Provinciali. Si trattava però di un’amministrazione ugualmente centralizzata con un’Udienza che era insieme intendenza amministrativa e corte di giustizia di appello sovrapposta alle giurisdizioni feudali e locali, e tante precettorie dipendenti dalla Regia Camera della Sommaria.
L’organizzazione del personale era composta di ventitré figure. Al vertice c’era il Preside, un militare, un nobile o una persona di fiducia del viceré. A metà del Seicento godeva di una provvisione annua di 600 ducati. È probabile che nelle congiunture politico-sociali più critiche per il Viceregno, si accentui quella particolare funzione, assegnata al preside, canale di informazioni dalla periferia al centro. I Presidi di una provincia vengono occasionalmente menzionati, sia pure in maniera impropria, con il titolo di "Viceré". Subordinati al Preside troviamo gli Uditori. Tale figura è rintracciabile già nel periodo aragonese, quando due funzionari chiamati uditori affiancano il giustiziere. Gli Uditori sono tre a metà Seicento: due spagnoli e un regnicolo.
Gradino importante nell’iter burocratico napoletano era il posto di Avvocato fiscale (vacante in cinque o sei province) come soluzione alla questione dei giudici sovrannumerari nel Tribunale della Vicaria. 
Le altre figure dell’Udienza erano il Procuratore fiscale, l’Avvocato e il Procuratore dei Poveri, che non godevano di provvisioni, il segretario dell’Udienza, che godeva invece di una provvisione annua di ducati 200; il Mastrodatti, carica controllata quasi sempre dal baronaggio.

### Lista delle Regie udienze provinciali
- Regia udienza provinciale di Abruzzo Citra
- Regia udienza provinciale di Abruzzo Ulteriore Primo
- Regia udienza provinciale di Abruzzo Ultra Secondo
- Regia udienza Provinciale di Principato Citra
- Regia udienza provinciale di Principato Ultra
- Regia udienza provinciale di Capitanata
- Regia udienza provinciale di Terra di Bari
- Sacra regia udienza provinciale di Terra d'Otranto
- Regia udienza provinciale di Basilicata
- Regia udienza provinciale di Calabria Citeriore
- Regia udienza provinciale di Calabria Ulteriore